# Glasögontrana
Glasögontrana (Antigone vipio) är en hotad östasiatisk fågel i ordningen tran- och rallfåglar. Arten är fåtalig och minskar i antal.

## Utseende och läten
Glasögontranan är en stor fågel som mäter 115–130 centimeter. Den har rosaaktiga ben, mörkt grå- och vitrandig hals, vit hjässa, svart mörkgrått ansikte med ett rött märke. I övrigt är den mörkgrå. Ungfågeln har brunt huvud och blek strupe. Lätena är högfrekventa och penetrerande.

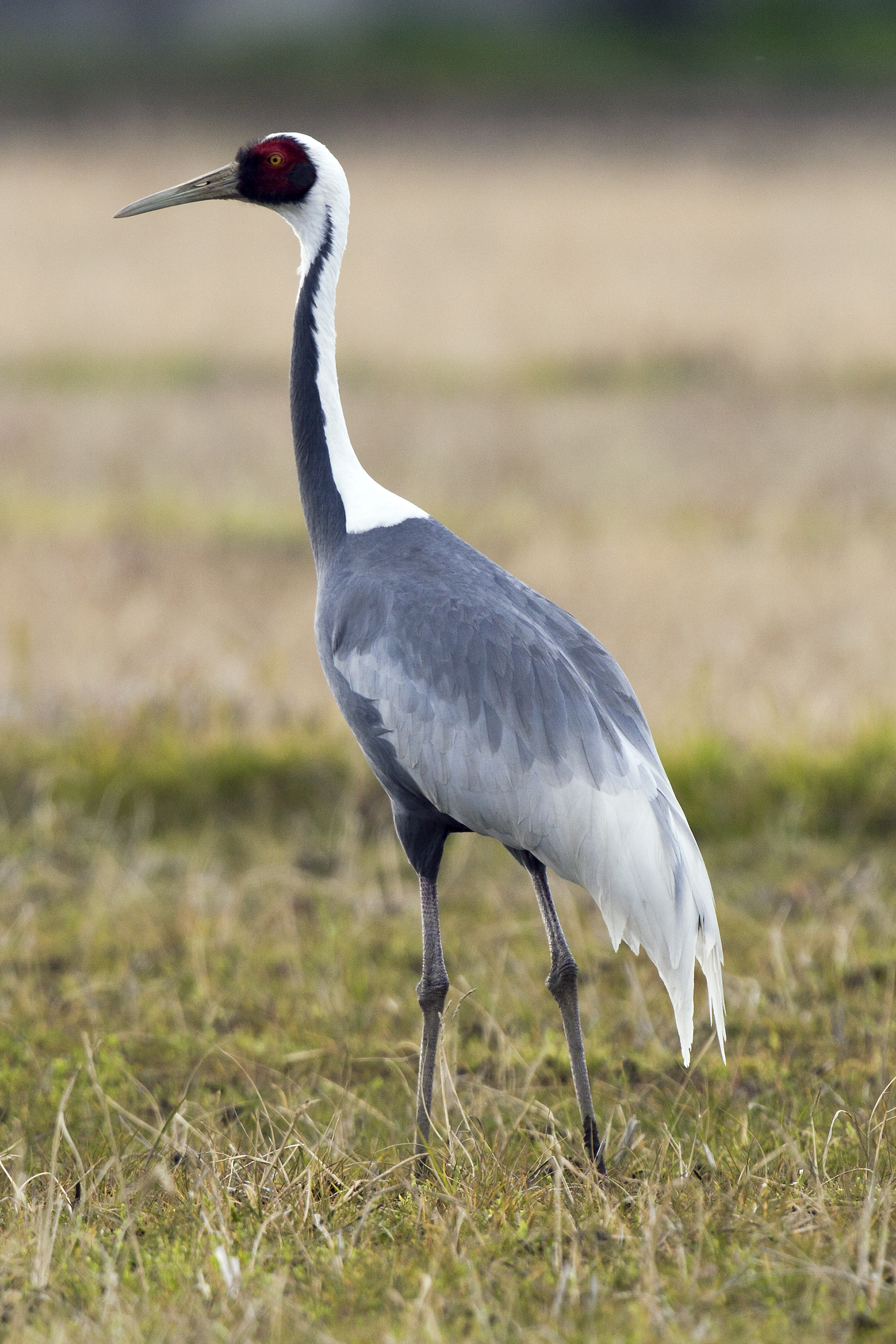

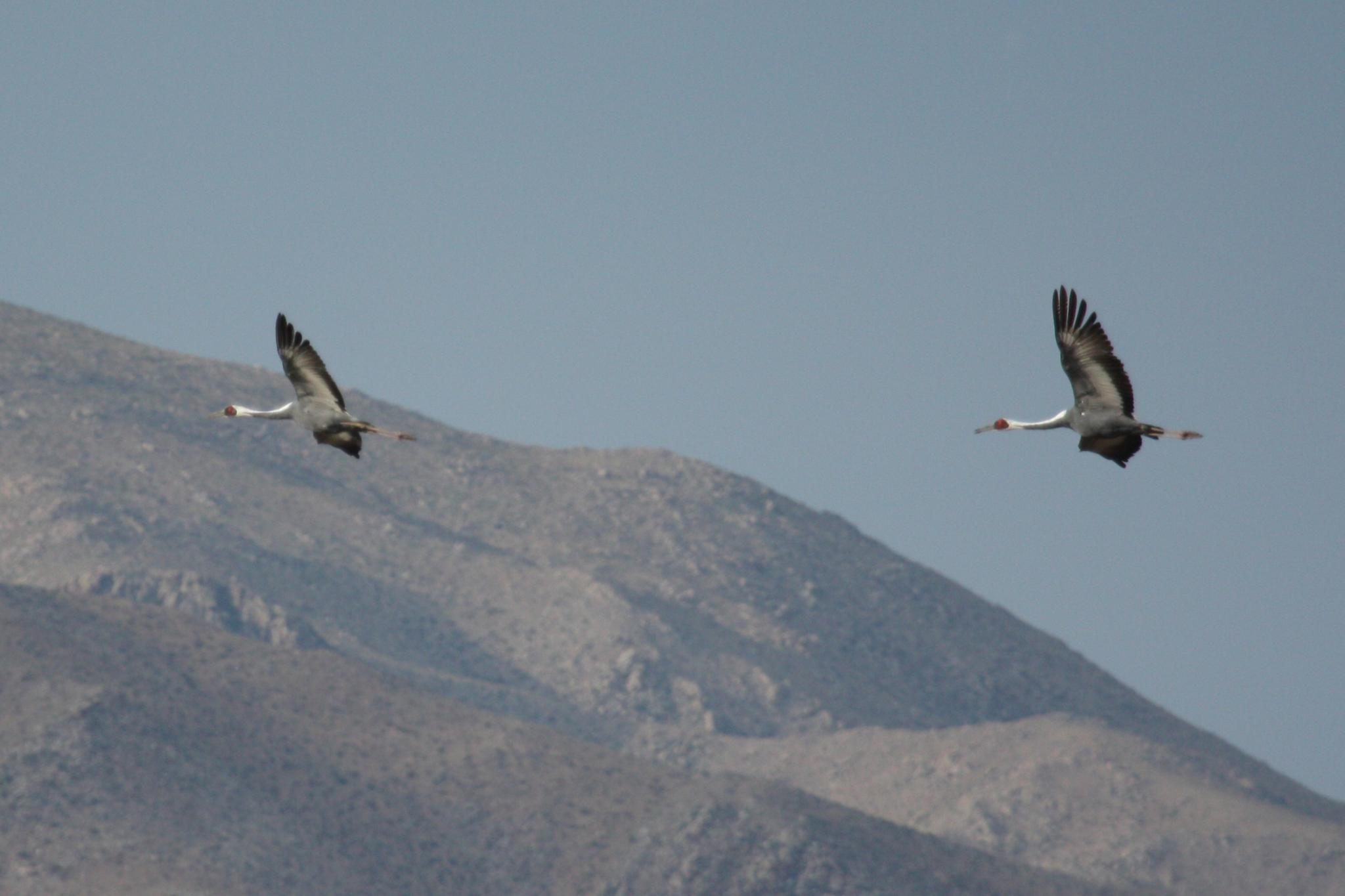
Flygande glasögontranor.

## Utbredning och systematik
Glasögontranan häckar i nordöstra Mongoliet, nordöstra Kina och i närliggande område i sydöstra Ryssland. Olika populationer övervintrar på olika platser: vid Yangtzefloden, i Koreas demilitariserade zon i och på ön Kyūshū i Japan. Den har även påträffats i Kazakstan och Taiwan.

### Släktestillhörighet
Tidigare placerades arten i släktet Grus. DNA-studier visar att sarustranan är nära släkt med prärietrana, brolgatrana och sarustrana, en grupp som är mer avlägset med övriga i släktet. De flesta auktoriteter bryter därför ut dem till ett eget släkte, Antigone. Birdlife Sverige behåller dem dock ännu i Grus.

## Ekologi
Fågeln häckar i våtmarker i stäpp- och skogsstäppzonen, gräsrika träsk, fuktiga sävängar och vassfält i breda floddalar samt höglänta myrar. Den föredrar områden där den kan gömma sitt bo i växtlighet och där betestrycket inte är så hårt. Jämfört med japansk trana (Grus japonensis) som den i stort delar utbredningsområde med föredrar glasögontranan genomgående torrare miljöer. Endast honan ruvar äggen, i sydöstra Ryssland i 33-35 dagar. Vintertid frekventerar den sjöar, jordbruksmarker och tillfälligtvis även lerslätter vid kusten.

## Status och hot
Idag finns det mellan 3 700 och 4 500 vuxna individer i det vilda. Den är kategoriserad som sårbar (VU) av internationella naturvårdsunionen IUCN och populationstrenden är dalande. Vid naturreservatet i Khinganski i Ryssland pågår ett uppfödnings- och utsättningsprogram utifrån ägg som härstammar ifrån olika zoologiska trädgårdar.